# Мусселиус, Георгий Максимилианович
Георгий Максимилианович Мусселиус (12 июля 1898 — 11 июля 1943) — советский военный инженер и педагог, инженер-полковник. Родной брат астронома Масимилиана Мусселиуса.

## Биография
Происходил из русского дворянского рода.
Учился в гимназии Карла Мая (С.Петербург) 1910—1917.
В 1919 г. добровольно вступил в Красную Армию.
1919—1920 — курсант, 2 Петроградские артиллерийские курсы.
1921-22 — курсант I Ленинградской артиллерийской школы Комсостава.
1921.28.09 – на основании приказа Р.В.С.Р. № 271 за самоотверженность в бою с противником награждён орденом «КРАСНОГО ЗНАМЕНИ» (Прик.РВСР № 271: 1921 г. Орден № 11396).
Служил в должности командира взвода — I-я Ленинградская Артиллерийская школа I-ой легкой батареи (1922-23), 2 Гаубичная батарея (1923-24, инструктор пулемётного дела), командир взвода, начальник связи артиллерийской школы (1924-26).
1929-30 — слушатель Военно-технической академии РККА, артиллерийский факультет.
1930-31 — военный представитель, Артиллерийское Управление РККА.
1931-37 — военный представитель, начальник 4 и 9 секторов Управления военных приборов ГАУ РККА.
1935 — присвоено звание Военинженер 2 ранга, Приказ НКО СССР № 01664/п.
1938−41 — Старший преподаватель, исп. обязанности доцента Артиллерийской ордена Ленина Академии РККА им. Дзержинского, кафедра артиллерийских приборов.
1939 — Преподаватель кафедры АИР ЗА командного факультета зенитной артиллерии Артиллерийской ордена Ленина Академия РККА им. Дзержинского.
1941-43 — Старший преподаватель артиллерийских приборов, Ленинградское артиллерийско-техническое училище.
1942 — Присвоено воинское звание — «Инженер-полковник» (Приказ Народного Комиссара Обороны СССР № 02183 от 11 апреля 1942 г. «О введении персональных воинских званий инженерно-техническому составу артиллерии Красной Армии»").
18.05.1943 — получил справку из ВАК ВКВШ об освобождении от сдачи кандидатских испытаний (протокол № 7 заседания Президиума ВАК ВКВШ от 17.04.1943). Смерть Мусселиуса Г. М. не дала возможности ему опубликовать свою научную работу, имеющую большое оборонное значение, которая им была представлена на соискание ученого звания «кандидата технических наук».
21 июня 1943 г. при выполнении специального задания на центральном фронте в районе Курской дуги был тяжело ранен и умер 11 июля.